# Віляр-дель-Буей
Віляр-дель-Буей (ісп. Villar del Buey) — муніципалітет в Іспанії, у складі автономної спільноти Кастилія-і-Леон, у провінції Самора. Населення — 721 особа (2010).

## Географія
Муніципалітет розташований на португальсько-іспанському кордоні.
Муніципалітет розташований на відстані близько 230 км на північний захід від Мадрида, 41 км на південний захід від Самори.
На території муніципалітету розташовані такі населені пункти: (дані про населення за 2010 рік)
- Сібаналь: 106 осіб
- Пасар'єгос: 56 осіб
- Вільяр-дель-Буей: 298 осіб
- Формаріс: 117 осіб
- Форнільйос-де-Фермосельє: 77 осіб
- Пінілья-де-Фермосельє: 67 осіб

## Демографія
Динаміка населення (INE ):

## Галерея зображень

Вільяр-дель-Буей у провінції Самора